# Gerrit Schimmelpenninck (1794-1863)
Gerrit Schimmelpenninck (Amsterdam, 25 februari 1794 - Arnhem, 4 oktober 1863) was een Nederlandse zakenman en staatsman van gematigd liberaal tot conservatief.

## Levensloop
Schimmelpenninck was de zoon van raadspensionaris Rutger Jan Schimmelpenninck en lid van de Nederlandse Hervormde Kerk. Zijn moeder was Catharina Nahuys. Hij volgde lager onderwijs op een lagere school in 's-Gravenhage en het voortgezet onderwijs als privé-onderwijs op Landgoed Nijenhuis in Diepenheim. Hij studeerde Romeins- en hedendaags recht aan de Hogeschool te Leiden, maar beëindigde deze studie al na een jaar in 1813 om zijn ouderlijk landgoed te kunnen bewaken bij de komst van de geallieerde troepen.
Jonkheer Gerrit Schimmelpennick heeft zich op 26 augustus 1810 tijdens het Koningsvogelschieten tot Koning geschoten van de Edele Schutterij van Valckenburg (Valkenburg Lb), zo staat het met o.a. zijn familiewapen gegraveerd, op de zilverenkoningsplaat die hij de schutterij geschonken heeft en welke koningsplaat nog steeds in het bezit is van de "Edele Nobele Agtbaere Jonge & Oude Loffelyke Schutterije der Stadt ende Vrijhyt Valckenborch".

Wapen van de familie Schimmelpenninck

Schimmelpenninck begon zijn carrière in 1814, op advies van zijn vader, als volontair (onbezoldigd) bij handels- en bankiershuis "Staphorst" in Amsterdam, waar hij van 1818 tot 1827 deelgenoot zou zijn. In 1824 werd hij directeur van de Nederlandse Handelmaatschappij, en in 1827 zelfs voorzitter, tot hij van 1834 tot 1836 Secretaris van Staat werd. In 1832 werd hij lid van de Raad van State in buitengewone dienst.
In 1834 werd Schimmelpenninck verheven in de Nederlandse adel met de titel van graaf bij eerstgeboorte. In 1836 werd hij lid van de Eerste Kamer der Staten-Generaal (tot 1849), minister van staat (voor het leven) en in 1837 werd hij daarnaast buitengewoon gezant en gevolmachtigd minister in Sint-Petersburg (1837 - 1840). Hij was in die tijd duidelijk een gewaardeerd figuur aan het hof, aangezien hij belast was met het dragen van het kussen met daarop de kroon bij de inhuldiging van koning Willem II. 
Na enkele jaren ambteloos burger te zijn geweest om een biografie over zijn vader te schrijven, werd hij in 1846 wederom buitengewoon gezant en gevolmachtigd minister, ditmaal in Londen.
In 1848 stelde Schimmelpenninck zich als senator kritisch op door in eerste lezing tegen hoofdstuk III van de nieuwe grondwet te stemmen, dat handelt over de Staten-Generaal. Hij was hierbij een voorstander van het Britse model, waarbij de Koning de Senaat benoemt. In dat jaar werd hij door Willem II naar Nederland gehaald om tijdelijk minister van Buitenlandse Zaken en Financiën te worden en daarnaast de eerste voorzitter van de ministerraad. Waarschijnlijk deed Willem II dit vooral om de ontwerper van de nieuwe grondwet, Thorbecke, buiten het kabinet te houden. In maart 1848 werd hij voorzitter van de ministerraad.
Zijn voorstel om een Grondwet naar Brits model te maken, waarbij onder andere de Eerste Kamer onontbindbaar door de Koning benoemd zou worden, werd door zijn mede-ministers verworpen. Hij bood zijn ontslag aan op 14 mei 1848, dit werd op 17 mei geaccepteerd.
Hij ging vervolgens weer tot 1852 aan de slag op zijn oude post in Londen. In 1851 werd hij lid van de gemeenteraad van Diepenheim en in 1853 werd hij voor ruim een jaar gekozen in de Tweede Kamer der Staten-Generaal na herstemming. Het jaar erna was hij geen kandidaat, en in 1855 verloor hij de verkiezingen. Eind jaren 1850 was hij nog actief als vicepresident van de algemene vergadering en Raad van Commissarissen van de Nederlandsche Rhijnspoorweg-Maatschappij.
Gerrit Schimmelpenninck was van 1 december 1836 tot 4 oktober 1863 minister van staat.

Gerrit (ca. 6 jaar) met zijn ouders en zus Catharina

## Familie
Schimmelpenninck is driemaal getrouwd geweest:
- Henriëtte Euphemia Johanna Stulen (1815, overleden 1816)
- Johanna Philippina Frederica Carolina Constantina barones van Knobelsdorff (1819, overleden 1852) - vijf zonen (onder wie: Rutger Jan Schimmelpenninck van Nijenhuis), drie dochters
- Louise Charlotte Jeannette van Schuylenburch (1855) - weduwe van de zwager van Schimmelpenninck

## Ridderorden
Schimmelpenninck is in 1849 benoemd tot commandeur in de Orde van de Nederlandse Leeuw. In 1851 ontving hij het grootkruis Orde van de Eikenkroon.
Schimmelpenninck ·
De Kempenaer ·
Thorbecke ·
Van Hall ·
Van der Brugghen ·
Rochussen ·
Van Zuylen van Nijevelt ·
Van Heemstra ·
Fransen van de Putte ·
Van Zuylen van Nijevelt ·
Van Bosse ·
De Vries ·
J. Heemskerk ·
Kappeyne van de Coppello ·
Van Lynden van Sandenburg ·
Mackay ·
Van Tienhoven ·
Roëll ·
Pierson ·
Kuyper ·
De Meester ·
T. Heemskerk ·
Cort van der Linden ·
Ruijs de Beerenbrouck ·
Colijn ·
De Geer ·
Gerbrandy ·
Schermerhorn ·
Beel ·
Drees ·
De Quay ·
Marijnen ·
Cals ·
Zijlstra ·
De Jong ·
Biesheuvel ·
Den Uyl ·
Van Agt ·
Lubbers ·
Kok ·
Balkenende ·
Rutte ·
Schoof